# 内藤信美
内藤 信美（ないとう のぶとみ）は、江戸時代後期の越後国村上藩の第9代（最後）の藩主。官位は従五位下・豊前守。のち正三位。

## 略歴
和泉国岸和田藩主・岡部長寛の長男として誕生。幼名は小三郎。初名は岡部 長美（おかべ ながとみ）。
慶応4年（1868年）7月11日に先代藩主・内藤信民が自害すると、村上藩は大混乱となり、8月11日には村上城も新政府軍によって落城した。それでも信民の遺志を継いだ家老の鳥居三十郎が抗戦したが、鳥居も9月末には降伏した。その後、7代藩主であった内藤信思は長美を養嗣子として「内藤信美」と名乗らせ、明治2年（1869年）2月3日に信民の跡を継がせた。
明治2年（1869年）6月24日、版籍奉還により知藩事となる。藩内で版籍奉還への反発が強く、知藩事就任が遅れた。同年6月28日、従五位下・豊前守に叙任する。同年11月9日、戊辰戦争の影響が収まらず、藩内の対立は続き、信思を政務の補佐に迎える。明治3年（1870年）6月9日、藩内の対立により、政府に進退伺を提出する。明治4年（1871年）7月15日、廃藩置県により罷免されて、東京に移った。明治12年（1879年）10月、隠居して長女と結婚した婿養子の信任に家督を譲った。その後、内藤家を去って岡部家に戻ったため、信美の子孫は岡部姓に戻ったという。
大正14年（1925年）正月20日、69歳で死去した。墓所は東京都渋谷区広尾の東北寺。

## 系譜
父母
- 岡部長寛（実父）
- 玉置氏 ー 側室（実母）
- 内藤信思（養父）

正室、継室
- 松平珓子 ー 松平忠精の娘（正室）
- 徳 ー 伊東宗祐の娘（継室）

子女
- 内藤璦子（長女） ー 内藤信任夫人[1]、生母は珓子（正室）

養子
- 内藤信任 ー 内藤信親の子